# Zürcher Murren
Gli Zürcher Murren, detto anche pain bernois, Bernerweggen, Spitzweggen, geschnittene Weggli o Zackenweggen sono un genere di pagnotta tipicamente originaria della Svizzera tedesca e, più raramente, della Romandia.

## Preparazione
Come il Weggli, un'altra tipica pagnotta svizzera, i Murren sono fatti con farina di grano, latte, burro, lievito, un pizzico di sale e zucchero, malto e un agente lievitatore. L'impasto è messo a lievitare per mezzora in un luogo riscaldato e quindi è tagliato superficialmente con un attrezzo speciale per produrre cinque tagli che lo rendono caratteristico dopo la cottura in forno. I Murren sono ricoperti di tuorlo d'uovo e messi in forno, dove cuociono per venti minuti a 210 °C, finché non assumono un colore dorato.